# 列維亞基涅
51°28′45″N 34°5′43″E / 51.47917°N 34.09528°E
雷夫亞基內（烏克蘭語：Рев'якине）是位於烏克蘭東北部的村莊，由蘇梅州科諾托普區的普蒂夫利市鎮負責管轄。該村距離韋謝列2公里，海拔高度168米，2001年該村落人口406。